# Piri Reis

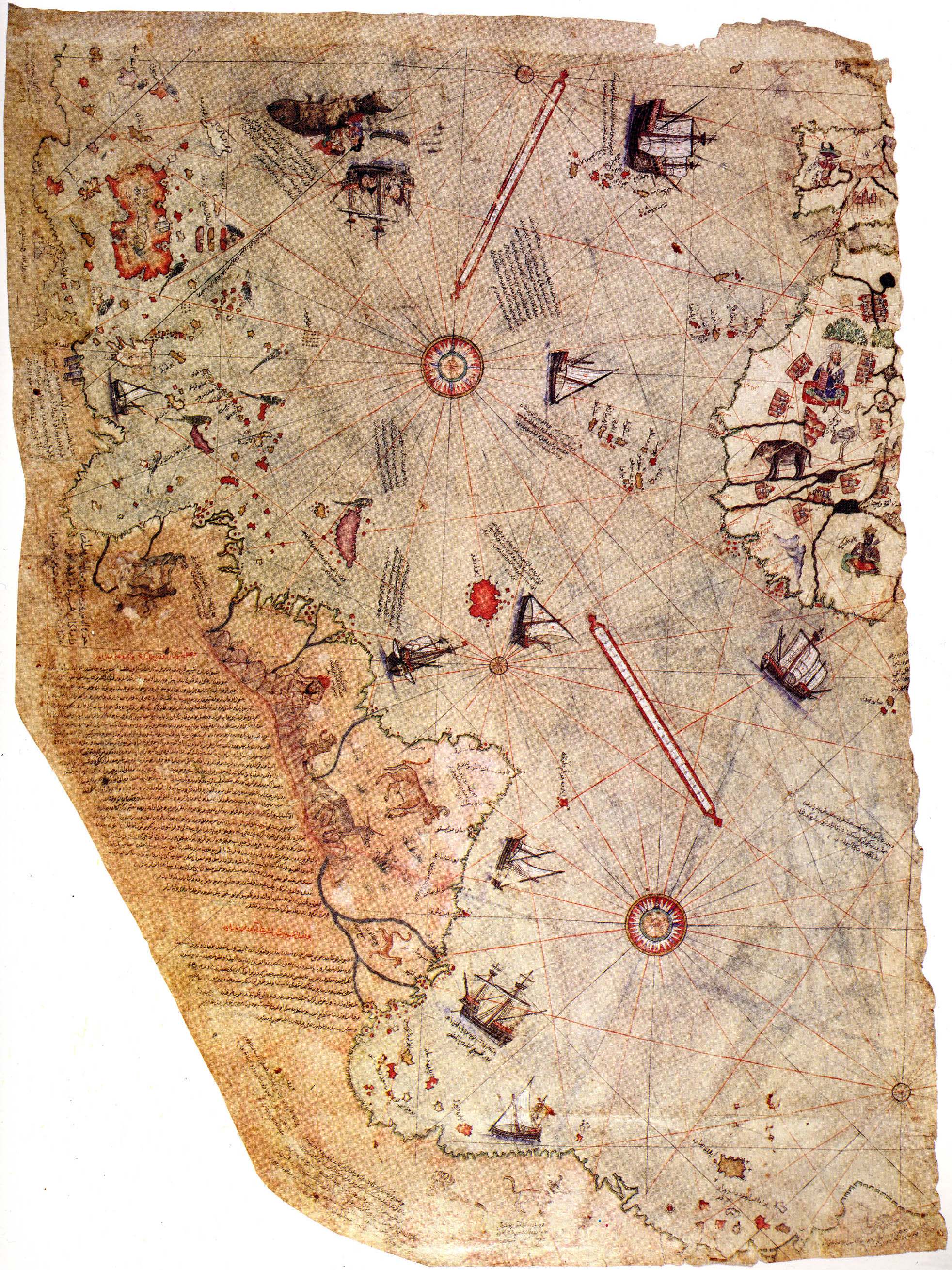
Fragment del Mapa de Piri Reis.

Piri Reis (Pīrī Re’īs), abans Hājjī Mehmet, fou un almirall, mariner i cartògraf turc otomà, nascut a Gal·lípoli cap al 1470 i decapitat a Egipte el 1554.
Deixeble i nebot de Kemal Reis, va començar a aprendre a navegar a dotze anys. Fou un home de gran cultura que parlava, a més del turc, l'àrab, el grec, el castellà i el portuguès. Participà en nombroses guerres contra la república de Venècia entre 1499 i 1502, a més d'altres contra de l'Orde de Sant Joan de Jerusalem i els mamelucs d'Egipte (1523).

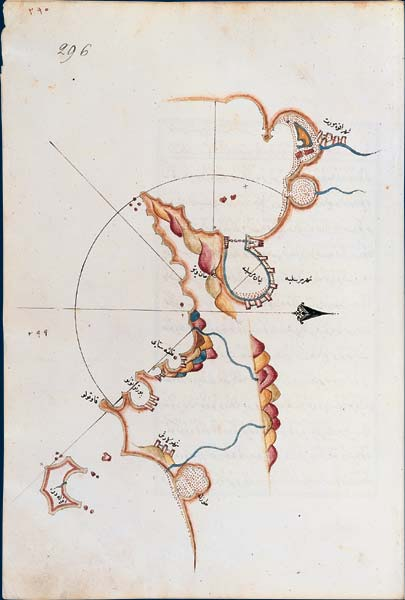
Mapa de figuració dels fons marins de Piri Reis. Segons el seu autor inclou "totes les costes, les illes poblades o desèrtiques, els rius, les roques a flor de aigua o davall l'aigua, els bancs d'arena (...)"

Assetjà Gibraltar per ordre del soldà otomà, però acabà per acceptar un suborn que li oferiren els assetjats. El governador d'Egipte, Alí Bajà, ho va saber i li requerí explicacions; davant la seva negativa, va ser detingut i condemnat a mort. Tenia més de 80 anys.
La seva obra més important fou Kitab-i Bahriye ("Llibre de les Matèries Marines"), un atles nàutic que integra el famós Mapa de Piri Reis, dedicat al soldà Solimà el Magnífic el 1525, recuperat el 1929 i conservat actualment al Museu del Palau de Topkapı a Istanbul.
En l'actualitat el seu mapa dels contorns orientals de l'Amèrica del Sud constitueix una icona nacional a Turquia i apareix al revers dels bitllets de deu milions de lires. Suposadament fou dibuixada d'acord amb navegants europeus (potser Colom).
Reis va dibuixar un segon mapamundi el 1528, del qual només se'n conserva el fragment corresponent a les costes de l'Amèrica Central i del Nord, que va actualitzar la informació del primer a partir de mapes portuguesos, ja que incloïa els descobriments de Gaspar Corte-Real. Ja hi apareixia la península de Florida i Cuba hi tenia forma d'illa.